# Heilgeiststraße 13 (Stralsund)

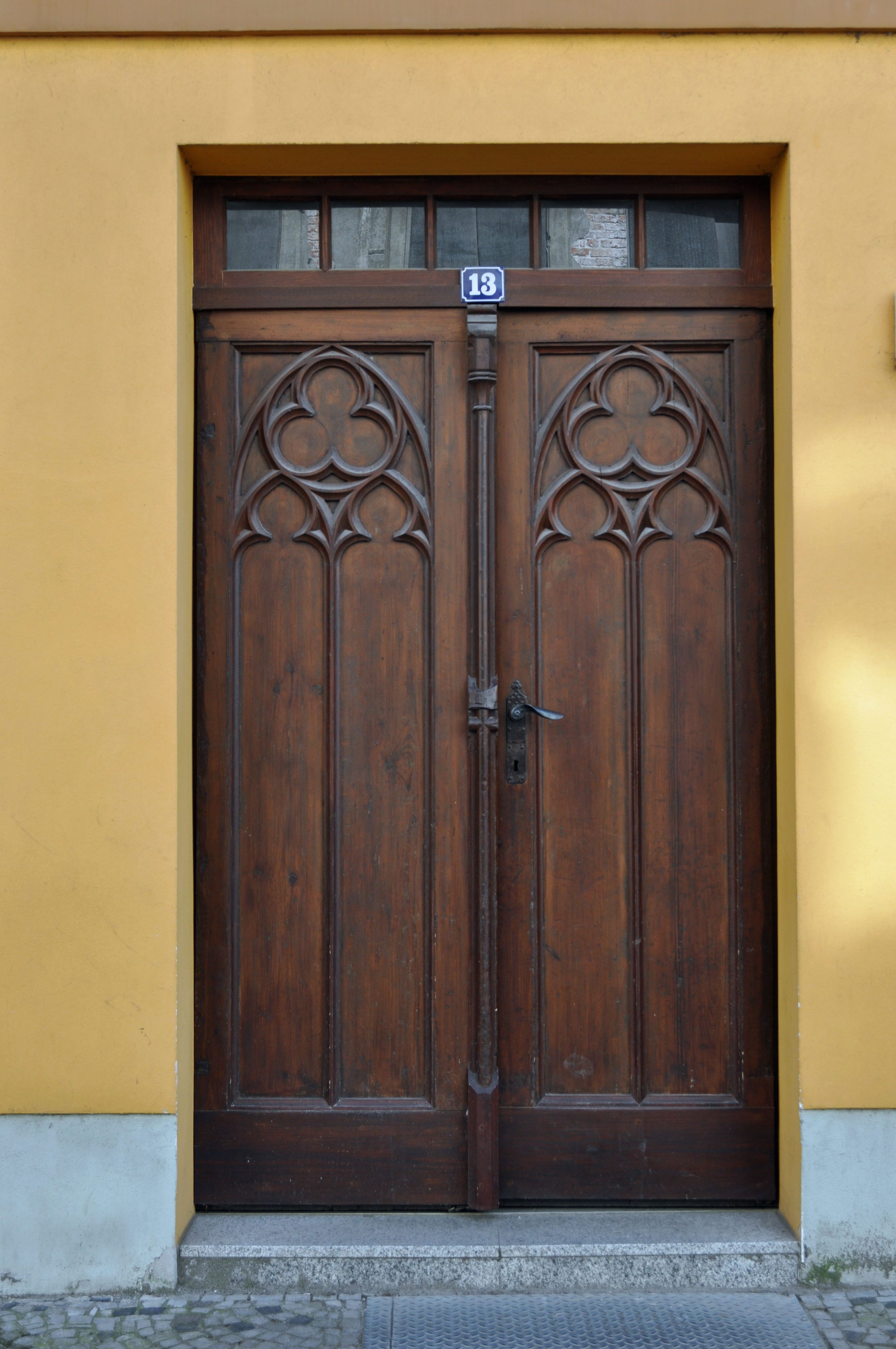
Die Haustür des Hauses Heilgeiststraße 13 in Stralsund (2012)

Das Gebäude mit der postalischen Adresse Heilgeiststraße 13 ist ein Bauwerk in der Heilgeiststraße in Stralsund.
Die unter Denkmalschutz stehende, mittige Haustür stammt aus dem Vorgängerbau und wurde Ende des 19. Jahrhunderts gefertigt. Sie ist zweiflügelig ausgeführt und mit Maßwerk im Stil der Gotik gestaltet.
Das Haus liegt im Kerngebiet des von der UNESCO als Weltkulturerbe anerkannten Stadtgebietes des Kulturgutes „Historische Altstädte Stralsund und Wismar“. Seine Haustür ist in die Liste der Baudenkmale in Stralsund mit der Nummer 323 eingetragen.